# Anderson Packers
Az Anderson Packers (más néven: Anderson Duffey Packers vagy Chief Anderson Meat Packers) egy amerikai profi kosárlabdacsapat volt Andersonban (Indiana), az 1940-es és 1950-es években.
A csapatot Ike W. és John B. Duffey testvérpár alapította, a Duffey's Incorporated húsfeldolgozó cég tulajdonosai, mikor megvásárolták az andersoni Hughes-Curry Packing Co-t. John Duffey volt a csapat elnöke, míg Ike volt a pénzügyi kezelője. Ugyan nagy profittal eladták a húsfeldolgozót, a csapat tulajdonosai maradtak a franchise megszűnéséig.
A Packers 1946 és 1949 között a National Basketball League-ben játszott, majd az 1949–1950-es szezontól az NBA-ben szerepeltek. 1950. április 11-én lépett ki a ligából a franchise.
Ezt követően egy évig játszottak a National Professional Basketball League-ben, amely azt követően megszűnt.

## Szezonok
| NBL bajnok | BAA/NBA bajnok | Csoportgyőztes | Rájátszás |

| Szezon                  | Liga                    | Csoport                 | Helyezés                | Gy                      | V                       | Gy%                     | GB                      | Rájátszás | Díjak                            |
| Anderson Duffey Packers | Anderson Duffey Packers | Anderson Duffey Packers | Anderson Duffey Packers | Anderson Duffey Packers | Anderson Duffey Packers | Anderson Duffey Packers | Anderson Duffey Packers | Anderson Duffey Packers | Anderson Duffey Packers          |
| ----------------------- | ----------------------- | ----------------------- | ----------------------- | ----------------------- | ----------------------- | ----------------------- | ----------------------- | --- | -------------------------------- |
| 1946–47                 | NBL                     | Nyugati                 | 5.                      | 24                      | 20                      | .545                    | 4                       | |                                  |
| 1947–48                 | NBL                     | Keleti                  | 2.                      | 42                      | 18                      | .700                    | 2                       | Megnyerte a nyitófordulót (Nationals) 3–0 Elvesztette a csoportelődöntőt (Royals) 1–2                                                | Murray Mendenhall (Az év edzője) |
| 1948–49                 | NBL                     | Keleti                  | 1.                      | 49                      | 15                      | .766                    | —                       | Megnyerte a csoportelődöntőt (Nationals) 3–1 Megnyerte az NBL-döntőt (All-Stars) 3–0                                                 |                                  |
| Anderson Packers        |                         |                         |                         |                         |                         |                         |                         | |                                  |
| 1949–50                 | NBA                     | Nyugati                 | 2.                      | 37                      | 27                      | .578                    | 2                       | Megnyerte a csoportelődöntőt (Blackhawks) 2–1 Megnyerte a csoportdöntőt (Indians) 2–1 Elvesztette az NBA elődöntőt (Minneapolis) 0–2 |                                  |
| 1950–51                 | NPBL                    | Keleti                  | 2.                      | 22                      | 22                      | .500                    | 6.5                     | |                                  |

## Lásd még
- Megszűnt NBA-csapatok listája